# Чжэнсян
Чжэнся́н (кит. упр. 蒸湘, пиньинь Zhēngxiāng) — район городского подчинения городского округа Хэнъян провинции Хунань (КНР). Район получил название по реке Чжэншуй — главному притоку реки Сянцзян.

## История
Когда в 1943 году из уезда Хэнъян был выделен город Хэнъян, он был разделён на 8 районов. В 1951 году схема административного деления Хэнъяна была изменена.
Постановлением Госсовета КНР от 8 февраля 1983 года был расформирован округ Хэнъян, его административные единицы перешли под юрисдикцию властей города Хэнъян, превратившегося таким образом в городской округ.
Постановлением Госсовета КНР от 4 апреля 2001 года старые районы Хэнъяна были упразднены; из части земель бывшего Южного городского района, части бывшего Пригородного района и части земель уездов Хэнъян и Хэннань был образован район Чжэнсян.

## Административное деление
Район делится на 4 уличных комитета и 2 посёлка.